# São Gabriel (Schiff, 1963)
Die São Gabriel (Kennung A 5206) war ein 1963 gebauter Tanker und Flottenversorger der portugiesischen Marine, der unter anderem 1975 in Angola zum Einsatz kam. 1995 wurde das Schiff abgewrackt.

## Bau und technische Daten
Als Ersatz für den ersten Flottentanker der portugiesischen Marine, der 1942 gebauten Sam Brás, bestellte die Marine bei der heimischen Werft Estaleiros Navais de Viana do Castelo einen Neubau, der mit größeren Kapazitäten und einer höheren Geschwindigkeit den aktuellen Anforderungen entsprechen sollte. Das Schiff war eines der ersten Kriegsschiffe, die auf der Werft gebaut wurden. Der Neubau war ein Einzelschiff, basierte aber auf der frühen britischen Tide-Klasse, von der zwischen 1953 und 1961 insgesamt sechs Einheiten gebaut wurden, unterschied sich jedoch durch ihre kleineren Abmessungen.
Auf der Werft in Viana do Castelo erfolgte die Kiellegung des Schiffes 1961, das beim Stapellauf den Namen São Gabriel erhielt. Der Name stammte von der Nau und Kapitänsschiff aus Vasco da Gamas Flotte, mit der er den Seeweg nach Indien entdeckte. Der Tanker war 146,0 Meter lang, 18,2 Meter breit und hatte einen Tiefgang von 8,0 Metern. Er war mit 7.901 BRT vermessen und hatte eine Verdrängung von 14.200 Tonnen. Als Antrieb diente Gruppe von Hoch- und Niederdruckdampfturbinen, die zusammen 9.500 PS leisteten und auf eine Schraube wirkte. Damit erreichte der Tanker eine Geschwindigkeit von 17,0 Knoten und hatte bei Marschgeschwindigkeit eine Reichweite von 10.380 Seemeilen. Die Besatzung bestand aus 99 Mann.
Das Schiff verfügte über zwölf Tanks, in denen rund 9.400 Kubikmetern Treibstoffe, sowie zwei Laderäume, in denen 780 Kubikmeter Trockenfracht transportiert werden konnten. Mit dem Hochleinengeschirr konnten bis zu drei Schiffe gleichzeitig versorgt werden: eines an jeder Seite sowie das dritte über das Heck.

## Geschichte
Mit der Ablieferung stellte die Marine den Tanker am 27. März 1963 in Dienst. Für die nächsten Jahrzehnte war die São Gabriel zugleich das größte Schiff der portugiesischen Streitkräfte. Bei ihrer Jungfernfahrt im Mai folgte der Neubau den Wegen der Vorgängerin Sam Brás und fuhr in die Karibik nach Curaçao auf den Niederländischen Antillen, wo sich Erdölraffinerien befanden.
Wann die São Gabriel erstmals in den portugiesischen Kolonialkrieg nach Afrika entsandt wurde, um dort Marineeinheiten zu unterstützen, ist unklar. Anfang der 1970er Jahre wurde die São Gabriel für diesen Einsatz im Kolonialkrieg umgebaut. Dabei wurde der Tanker zusätzlich zu den Versorgungstätigkeiten für Unterstützungsaufgaben umgerüstet und erhielt dazu Unterkünfte für rund 100 Marineinfanteristen sowie einen Hubschrauberlandeplatz am Heck. Anschließend machte sich die São Gabriel auf den Weg nach Portugiesisch-Guinea und Angola. Dort befand sich der Tanker auch zum Zeitpunkt der Unabhängigkeit des Landes am 11. November 1975. Er war Teil des portugiesischen Marineverbandes, der neben der São Gabriel aus den Fregatten Hermenegildo Capelo und Roberto Ivens, der Korvette General Pereira d'Eça, dem Hospitalschiff Gil Eannes und den als Truppentransportern eingesetzten Passagierschiffen Niassa und Uíge bestand. Sie brachten den letzten portugiesischen Gouverneur von Angola, Admiral Leonel Cardoso, und die letzten portugiesischen Truppen zurück nach Lissabon.
Nach der Rückkehr nach Portugal liegen für die Folgejahre kaum mehr Berichte über Einsätze des Tankers vor, so dass von Routinedienst mit dem Training der Mannschaft auszugehen ist. Ausdrücklich genannt wurde die Teilnahme des Schiffes an mehreren Manövern der portugiesischen Streitkräfte und der NATO.
1993 wurde die São Gabriel durch den moderneren Flottentanker Bérrio ersetzt. Nach der Außerdienststellung wurde das Schiff ab dem 14. Juli 1995 in Alhos Vedros abgewrackt.